# Annonceur
Der Begriff Annonceur wird in der Küchenbrigade verwendet, um eine spezifische Rolle zu beschreiben. Es gibt verschiedene Interpretationen und Verwendungen des Begriffs, je nach Kontext und Art des gastronomischen Betriebs. Im Allgemeinen bezieht sich der Annonceur auf eine Person, die bestimmte Aufgaben in der Küche übernimmt, um einen reibungslosen Ablauf und eine effiziente Kommunikation innerhalb des Küchenteams sicherzustellen.

## Begriff
Die Verwendung des Begriffs "Annonceur" kann je nach Region und Betrieb unterschiedliche Bedeutungen haben. Es ist wichtig zu beachten, dass die spezifischen Aufgaben und Verantwortlichkeiten eines Annonceurs von Küche zu Küche variieren können. In kleineren bis mittleren gastronomischen Betrieben wird diese Arbeit oftmals vom Küchenchef übernommen.

## Gängige Interpretationen
- Koordinator und Bestellannahme: In einigen Küchen übernimmt der Annonceur die Aufgabe, Bestellungen von Servicepersonal oder Kellnern entgegenzunehmen und diese Informationen dann an die verschiedenen Stationen in der Küche weiterzuleiten. Dieser Annonceur koordiniert den Arbeitsablauf, um sicherzustellen, dass alle Gerichte zur richtigen Zeit und in der richtigen Reihenfolge zubereitet werden.

- Ankündigung und Präsentation von Gerichten: In gehobenen gastronomischen Betrieben kann der Annonceur dafür verantwortlich sein, die Gerichte aus der Küche in den Speisesaal zu bringen und den Gästen die Gerichte vorzustellen. Der Annonceur beschreibt die Gerichte, erläutert die verwendeten Zutaten, die Zubereitungsmethoden und eventuell vorhandene Besonderheiten. Dies dient dazu, den Gästen ein umfassendes Verständnis und eine Wertschätzung für die Gerichte zu ermöglichen.

## Aufgabengebiete
Die genauen Aufgaben und Verantwortlichkeiten eines Annonceurs können je nach Küche und Betrieb variieren. Hier sind jedoch einige häufige Aufgaben, die mit der Rolle des Annonceur in der Küchenbrigade verbunden sein können:
- Koordination und Kommunikation: Der Annonceur fungiert als Bindeglied zwischen verschiedenen Stationen in der Küche. Er kommuniziert mit den Köchen und Köchinnen, um sicherzustellen, dass die Bestellungen korrekt erfasst und weitergegeben werden. Der Annonceur sorgt für einen reibungslosen Ablauf und eine effiziente Zusammenarbeit innerhalb des Küchenteams.

- Bestellungen entgegennehmen und weiterleiten: In einigen Fällen nimmt der Annonceur Bestellungen von Servicepersonal oder Kellnern entgegen und gibt diese Informationen dann an die entsprechenden Kochstationen weiter. Dadurch wird sichergestellt, dass die Gerichte entsprechend den Bestellungen und den individuellen Anforderungen der Gäste zubereitet werden.

- Präsentation von Gerichten: In gehobenen Restaurants kann der Annonceur die Aufgabe haben, die Gerichte den Gästen zu präsentieren. Er trägt die zubereiteten Gerichte aus der Küche in den Speisesaal, stellt sie den Gästen vor, erläutert die Zutaten und gibt Hintergrundinformationen zu den Gerichten. Der Annonceur kann auch Empfehlungen zu Wein- oder Getränkepaarungen abgeben, um das kulinarische Erlebnis der Gäste zu verbessern.

- Fachkenntnisse und kulinarisches Verständnis: Der Annonceur sollte über umfangreiche Kenntnisse der Speisekarte, der verwendeten Zutaten, der Zubereitungsmethoden und der Besonderheiten der Gerichte verfügen. Dies ermöglicht es ihm, Fragen der Gäste zu beantworten, spezielle Anforderungen zu berücksichtigen und ein hohes Maß an Servicequalität zu bieten.

Die Rolle des Annonceur in der Küchenbrigade ist wichtig für einen reibungslosen Ablauf und eine effiziente Kommunikation innerhalb der Küche. Die genauen Aufgaben können je nach Küche und Betrieb variieren, aber der Annonceur spielt eine entscheidende Rolle bei der Koordination der Bestellungen und der Präsentation der Gerichte, um den Gästen ein herausragendes kulinarisches Erlebnis zu bieten.